# Cateri
Cateri (en cors I Cateri) és un municipi francès, situat a la regió de Còrsega, al departament d'Alta Còrsega. L'any 1999 tenia 219 habitants.

## Demografia
| 1962 | 1968 | 1975 | 1982 | 1990 | 1999 |
| ---- | ---- | ---- | ---- | ---- | ---- |
| 184  | 184  | 191  | 251  | 210  | 219  |

## Administració
| Període | Identitat          | Partit | Qualitat |  |
| ------- | ------------------ | ------ | -------- |  |
| 2001-   | Dominique Andréani |        |          |  |

## Galeria d'imatges

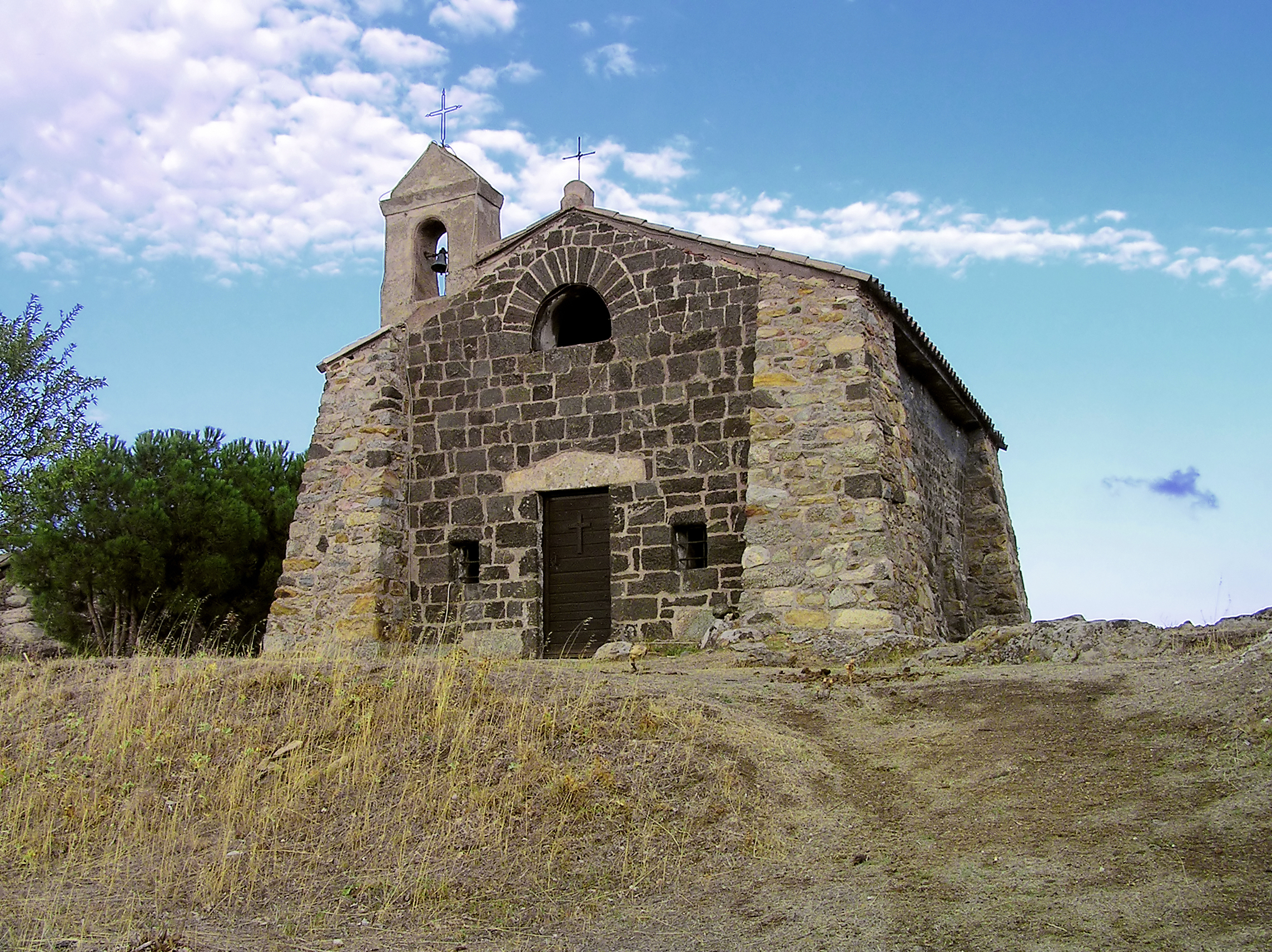
Capella San Cesariu
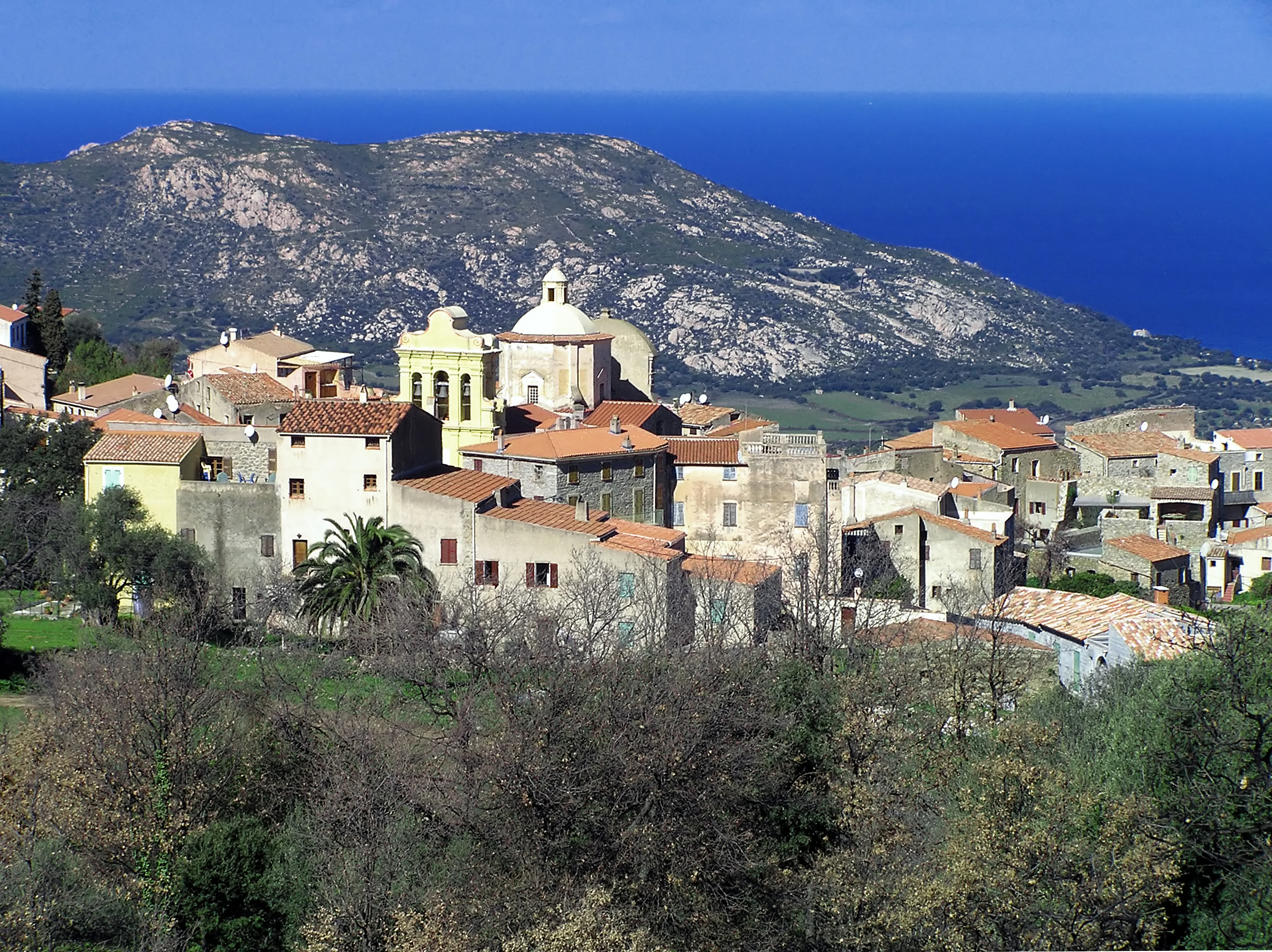
Església parroquial Santa-Lucia
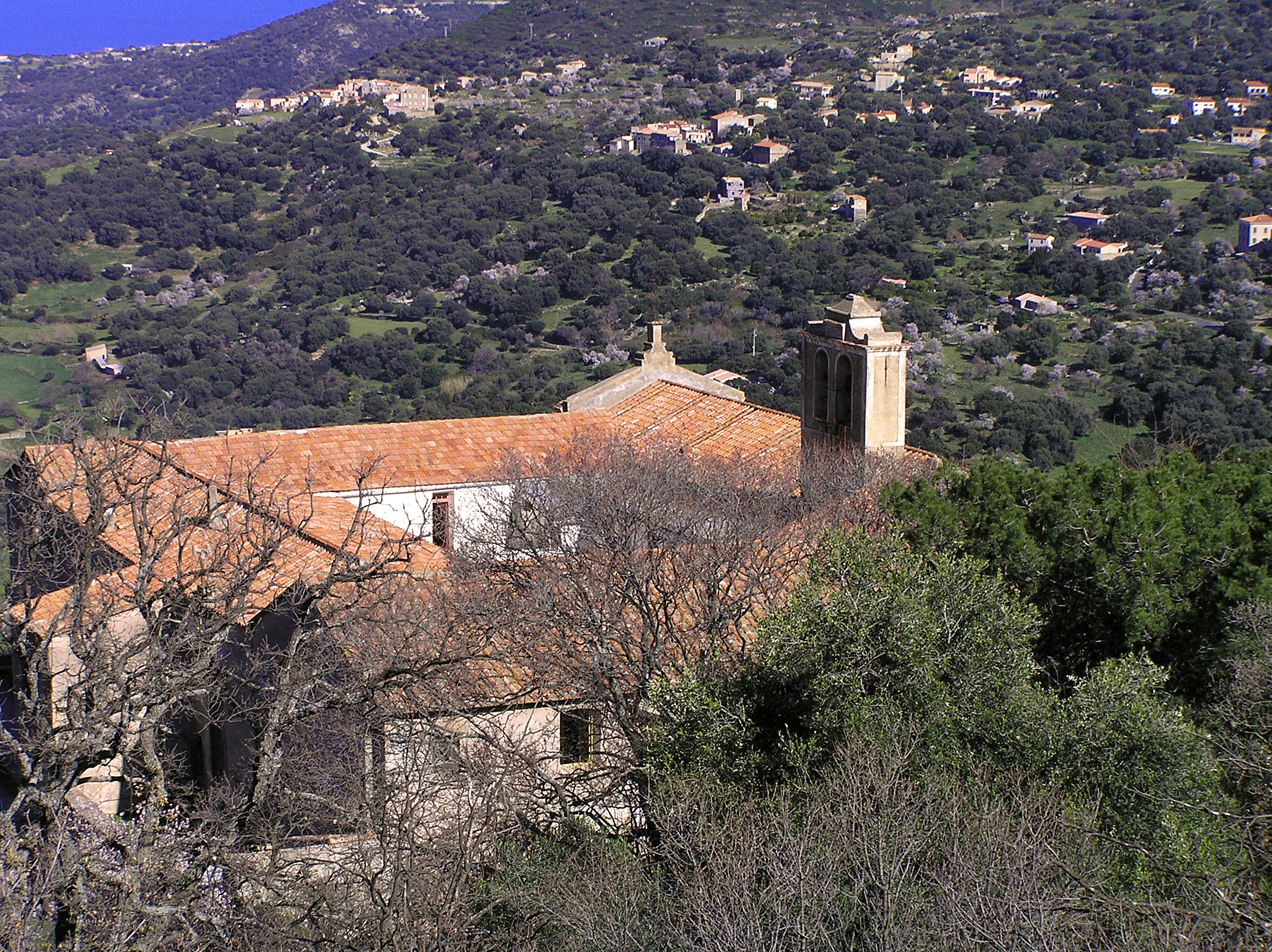
Convent de Marcassu
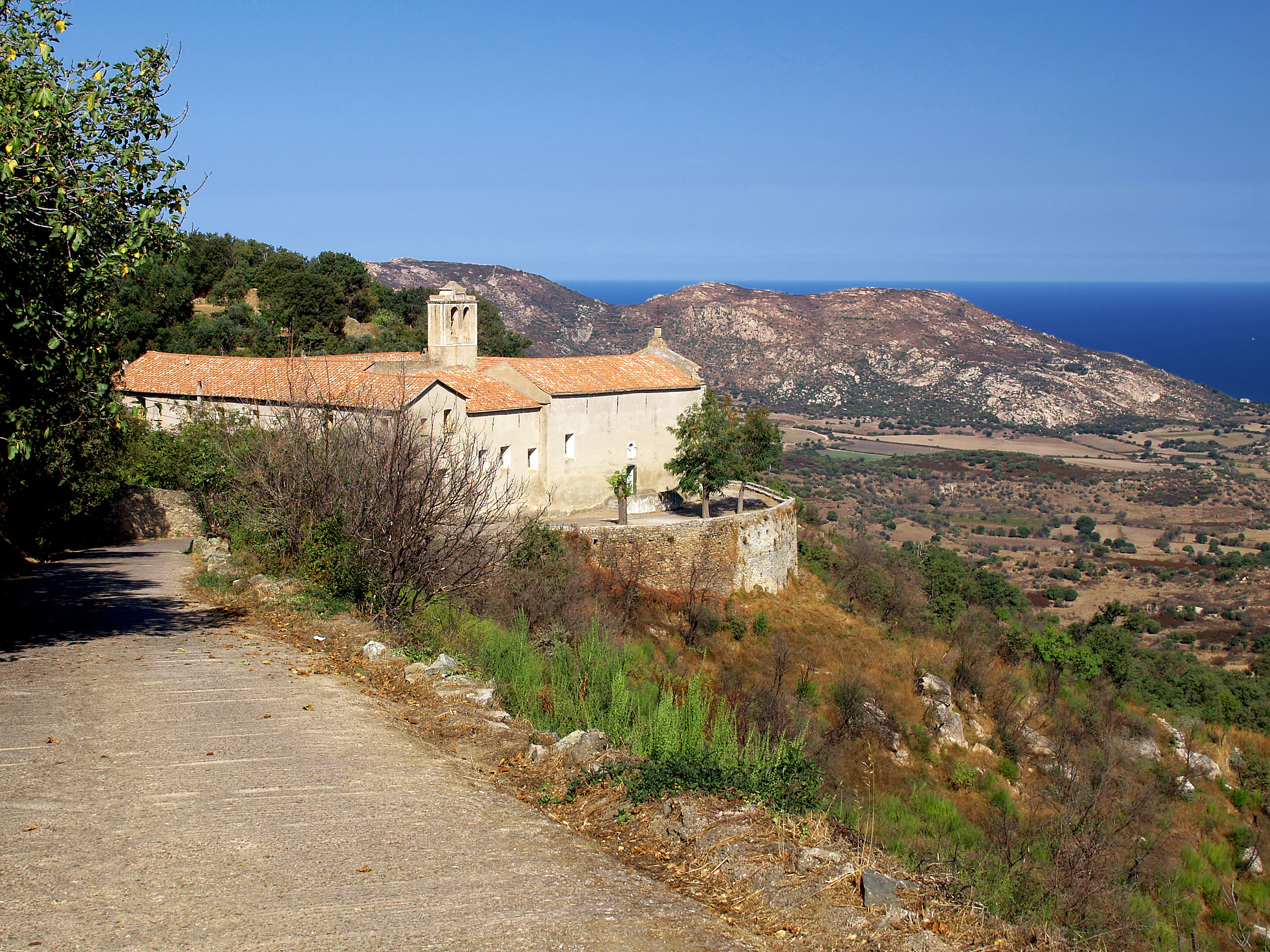
Convent de Marcassu